# Silvestro di Marsico
Silvestro Conte di Ragusa e Marsico (inizio del secolo XII – dopo il 1166) è stato un nobile normanno del regno di Sicilia, secondo Conte di Ragusa e primo Conte di Marsico in Lucania.

## Biografia
Silvestro era il secondo figlio del conte Goffredo di Ragusa, figlio legittimo del Gran Conte Ruggero di Sicilia e fu tenuto in stima e in gran conto dal re Ruggero II di Sicilia, perché suo consanguineo (nipote) e perché rivelatosi grande condottiero al suo fianco nelle guerre contro i nemici di Ruggero II.
Il re, come premio ai servizi prestati, concesse a Silvestro anche la Contea di Marsico in Lucania.
Nel 1140 (o secondo altri nel 1156) affittò il feudo Sanctae Crucis de Rosacambra alla chiesa Santa Maria la Latina di Gerusalemme.
Con un privilegio del 1154 (ritenuto falso) concesse all'Abbazia di Cava la giurisdizione feudale sul casale di Tramutola.
Nel 1161, sotto il regno del re Guglielmo il Malo, fu un triumviro del Regnum con Enrico Aristippo e Riccardo Palmer, archidiacono di Siracusa.
Morì nel 1162.